# Spargania subchlorata
Spargania subchlorata là một loài bướm đêm trong họ Geometridae.